# Retinopathia praematurorum
Die Retinopathia praematurorum (RPM) oder retrolentale Fibroplasie (RLF), auch Frühgeborenen-Retinopathie, Retinopathy of prematurity (ROP) und  Terry-Syndrom genannt, wird wegen der Verwechslungsmöglichkeit mit Retinoblastom auch zu den Pseudogliomen gezählt und ist eine Netzhauterkrankung bei Frühgeborenen. Ursache ist die unvollständige Ausreifung (Gefäßversorgung) der äußeren Netzhaut bei Geburt in Kombination mit einer künstlichen Beatmung mit erhöhtem Sauerstoffanteil in den ersten Lebenstagen.

## Ursache
Beim Fetus ist die äußere Netzhaut noch nicht vollständig mit Gefäßen versorgt. Während der Schwangerschaft herrscht in der Netzhaut ein relativer Sauerstoffmangel (Hypoxie). Dieser ist ein Stimulus für die Aussprossung der Netzhautgefäße in die äußere Netzhaut, die normalerweise zum Zeitpunkt der Geburt vollständig abgeschlossen ist.
Entfällt bei der noch unvollständig mit Gefäßen versorgten Netzhaut von Frühgeborenen diese Sauerstoffunterversorgung nach der Geburt (insbesondere bei Beatmung bzw. während einer mit hohem Sauerstoffanteil durchgeführten Narkose), unterbleibt die weitere Gefäßausreifung; es kommt zu einer Ausbildung von sogenannten Leisten und Demarkationslinien an der Grenze zwischen vaskularisierter und nichtvaskularisierter Netzhaut. 6 bis 8 Wochen nach der Geburt kann es zu einer überschießenden und unkontrollierten Gefäßneubildung kommen. Dies geschieht unter Wachstumsfaktoren (z. B. VEGF). Die Gefäße können sich im weiteren Verlauf zu fibrovaskulären Strängen umbilden, die zu einer Netzhautablösung (Traktionsamotio) und Erblindung führen können.

## Vorkommen
In Deutschland entwickeln 3,5 % aller frühgeborenen Kinder eine Frühgeborenenretinopathie. Jedes 10. betroffene Kind muss behandelt werden, während 90 % der Kinder eine Rückbildung der Erkrankung auch ohne Behandlung zeigen. Die Erkrankung tritt am häufigsten in der 36. Woche nach Befruchtung auf. Der wichtigste Risikofaktor ist das Entwicklungsniveau des Kindes bei Geburt. Daneben ist eine künstliche Beatmung mit Sauerstoffzugabe ein wichtiger Risikofaktor.

## Einteilung

### Lokalisation
Die Einteilung beschreibt zunächst das Vorliegen der typischen Stadienveränderung im Hinblick auf ihre Lokalisation in der Netzhaut, wobei die Papille als Bezugspunkt dient.
- Zone I: Kreis um die Papille mit dem doppelten Papillen-Fovea-Abstand.
- Zone II: Bereich peripher zu Zone I bis zu einem Kreis um die Papille, der nasal die Ora serrata einschließt.
- Zone III: peripherer retinaler Restbezirk.

### Stadieneinteilung
Die krankhaften Veränderungen werden in unterschiedliche Stadien unterteilt:
- Stadium 1: dünne, scharf begrenzte Demarkationslinie zwischen peripherer avaskulärer und zentraler vaskularisierter Netzhaut.
- Stadium 2: zunehmende Ausdehnung der Demarkationslinie in Breite und Höhe. Diese sog. Leiste kann weißlich oder rötlich gefärbt sein. Retinale Gefäße können in die Leiste einsprossen.
- Stadium 3: zusätzliche Gefäßneubildungen mit Ausdehnung in den Glaskörper.
- Stadium 4a: traktive Abhebung der peripheren Netzhaut, Makula anliegend.
- Stadium 4b: traktive Abhebung der peripheren Netzhaut, Makula abgehoben.
- Stadium 5: totale traktive Netzhautabhebung mit Ausbildung eines zentralen Netzhauttrichters. Je nach Konfiguration des Trichters können weitere Untergruppierungen vorgenommen werden.

### Zusätzliche Merkmale
- Pluszeichen: Gefäßschlängelung infolge des erhöhten Shuntvolumens, Glaskörpertrübung, vermehrte Irisgefäßzeichnung, schwache Pupillenreaktion, Netzhaut- und Glaskörperblutungen.
- Threshold-Disease liegt vor, wenn 5 zusammenhängende oder 8 nicht zusammenhängende Stunden von präretinalen Proliferationen betroffen sind (mittelschweres Stadium 3) und zugleich die Gefäße am hinteren Augenpol pathologisch erweitert und geschlängelt sind (Pluszeichen).

## Diagnose
Zunächst erfolgt eine Screening-Untersuchung bei gefährdeten Säuglingen durch einen Augenarzt. Unnötige und unnötig frühe Untersuchungen sollten vermieden werden. Zusätzliche können beispielsweise natriuretische Peptide im Urin bestimmt werden, um die zu untersuchenden Kinder besser auswählen zu können. Ein obligates Screening erfolgt bei Kindern mit einem Geburtszeitpunkt vor der Schwangerschaftswoche 31+0. Ist das genaue Gestationsalter unklar, liegt die Untergrenze für eine Screening-Untersuchung bei einem Geburtsgewicht von unter 1500 Gramm. Zusätzlich kann ein Screening auch bei allen Frühgeborenen, also Neugeborenen mit Geburt vor Schwangerschaftswoche 37+0, nach ärztlichem Ermessen erfolgen, etwa aufgrund einer postnatalen inhalativen Sauerstoffsupplementation von mehr als 5 Tagen Dauer oder einer ECMO-Therapie oder relevanter Begleiterkrankungen (etwa schwerer nekrotisierender Enterokolitis, bronchopulmonaler Dysplasie, Sepsis, transfusionsbedürftiger Anämie). Die erste augenärztliche Untersuchung soll in der sechsten postnatalen Woche (Lebenstag 36 – 42) erfolgen. Die Screening-Untersuchungen sollen grundsätzlich in zweiwöchentlichen Intervallen durchgeführt werden, in bestimmten Fällen auch häufiger.

## Differentialdiagnose
Abzugrenzen ist u. a. die Familiäre exsudative Vitreoretinopathie.

## Behandlung
Die Behandlung richtet sich nach dem vorliegenden Krankheitsstadium und -lokalisation, die durch regelmäßige augenärztliche Untersuchung verfolgt werden. In frühen Stadien kann eine Spontanabheilung (unter engmaschigen augenärztlichen Kontrollen) abgewartet werden. In späteren Stadien ist eine Verödung der nicht mit Gefäßen versorgten Netzhaut durch Laserkoagulation oder Eisbehandlung notwendig. Eine abgehobene Netzhaut muss oft durch eine Vitrektomie behandelt werden. Auch im späteren Leben ist das Risiko für eine Netzhautablösung erhöht. Seit Ende 2019 ist auch die Spritzentherapie mit dem Wirkstoff Ranibizumab von den europäischen Behörden zur Behandlung der ROP zugelassen. Das Medikament, das ins Auge injiziert wird, hemmt die Krankheitsaktivität mindestens so gut wie die Lasertherapie – das belegt eine weltweit an 86 Zentren durchgeführte, randomisierte Studie, die zwei verschiedene Ranibizumab-Dosierungen mit der herkömmlichen Lasertherapie verglich. Den Ergebnissen der RAINBOW-Studie zufolge hat die Injektionstherapie sogar Vorteile gegenüber der Laserkoagulation.

## Belege
1. ↑  E. K. Betts, J. J. Downes, D. B. Schaffer, R. John: Retrolental fibroplasia and oxygen administration during general anaesthesia. In: Anesthesiology. Band 47, 1977, S. 518 ff.
2. ↑  Tim U. Krohne, Alexandra T. Camp, Johanna M. Pfeil, Andreas Müller, Andreas Stahl, Wolf A. Lagrèze, Jeany Q. Li; EU-ROP Registry Study Group: Retinopathy of prematurity in Germany over 13 years: incidences, treatment preferences and effects of national guideline changes. In: Archives of Disease in Childhood - Fetal and Neonatal Edition. 2024, doi:10.1136/archdischild-2024-327133, PMID 38816192.
3. ↑  AWMF: Detail. Abgerufen am 28. September 2020.
4. ↑  EMEA-000527-PIP04-13-M01. Abgerufen am 28. September 2020.
5. ↑  Andreas Stahl, Tim U. Krohne, Nicole Eter, Isabel Oberacher-Velten, Rainer Guthoff: Comparing Alternative Ranibizumab Dosages for Safety and Efficacy in Retinopathy of Prematurity: A Randomized Clinical Trial. In: JAMA Pediatrics. Band 172, Nr. 3, 1. März 2018, ISSN 2168-6203, S. 278–286, doi:10.1001/jamapediatrics.2017.4838 (jamanetwork.com [abgerufen am 28. September 2020]).
6. ↑  Andreas Stahl, Domenico Lepore, Alistair Fielder, Brian Fleck, James D. Reynolds: Ranibizumab versus laser therapy for the treatment of very low birthweight infants with retinopathy of prematurity (RAINBOW): an open-label randomised controlled trial. In: The Lancet. Band 394, Nr. 10208, 26. Oktober 2019, ISSN 0140-6736, S. 1551–1559, doi:10.1016/S0140-6736(19)31344-3, PMID 31522845.